# القليل من ضوء النهار
القليل من ضوء النهار (بالتركية: Bir Küçük Gün Işığı)‏ هو مسلسل دراما تركي من بطولة سيراي كايا، برك أوكتاي إسراء ديرمانكلوجلو، عرض المسلسل في 5 سبتمبر 2022 على قناة أي تي في.

## طاقم العمل
- سيراي كايا
- بيرك أوكتاي
- إسراء ديرمانكلوجلو
- شيماء كوركماز